# ایداد
ایداد (به لاتین: Aiyedaade) یک سکونتگاه مسکونی در نیجریه است که در ایالت اوسون واقع شده‌است.

## خصوصیات
ایداد ۱٬۱۱۳ کیلومترمربع مساحت و ۱۵۰٬۳۹۲ نفر جمعیت دارد.